# جووانی لورینی
جووانی لورینی (انگلیسی: Giovanni Lorini؛ زادهٔ ۱۴ مارس ۱۹۵۷) بازیکن فوتبال اهل ایتالیا است.
از باشگاه‌هایی که در آن بازی کرده‌است می‌توان به باشگاه فوتبال برشا، باشگاه فوتبال ونتزیا، باشگاه فوتبال مونتسا، باشگاه فوتبال جنوآ، باشگاه فوتبال آ.ث. میلان، و باشگاه فوتبال ویچنزا اشاره کرد.